# There's No Sympathy for the Dead
There's No Sympathy for the Dead är post-hardcorebandet Escape the Fates första EP, utgiven den 23 maj 2006. Den innehåller fem spår, varav två stycken finns med på deras första album, Dying Is Your Latest Fashion.

## Låtlista
1. "Dragging Dead Bodies In Blue Bags Up Really Long Hills" - 3:38
2. "There’s No Sympathy for the Dead" - 5:26
3. "The Ransom" - 3:50
4. "As You're Falling Down" - 3:26
5. "The Guillotine" - 4:32